# Diócesis de Port Pirie
La diócesis de Port Pirie (en latín: Dioecesis Piriensis y en inglés: Roman Catholic Diocese of Port Pirie) es una circunscripción eclesiástica de la Iglesia católica en Australia. Se trata de una diócesis latina, sufragánea de la arquidiócesis de Adelaida. Desde el 1 de agosto de 2020 su obispo es Karol Kulczycki, de la Sociedad del Divino Salvador. 

## Territorio y organización
La diócesis tiene 978 825 km² y extiende su jurisdicción sobre los fieles católicos de rito latino residentes en el extremo sur del territorio del Norte (al sur del paralelo 25º sur) y el estado de Australia Meridional, con la excepción de la parte sureste.
La sede de la diócesis se encuentra en la ciudad de Port Pirie, en donde se halla la Catedral de San Marcos.
En 2023 en la diócesis existían 14 parroquias.

## Historia
La diócesis de Port Augusta fue erigida el 10 de mayo de 1887 mediante el breve Ex debito pastoralis del papa León XIII, obteniendo el territorio de la diócesis de Adelaida, que a su vez fue elevada a arquidiócesis metropolitana.
El 7 de junio de 1951 la sede del obispado fue trasladada de Port Augusta a Port Pirie y la diócesis tomó su nombre actual, mediante el decreto Quo plenius de la Congregación de Propaganda Fide.

## Estadísticas
Según el Anuario Pontificio 2024 la diócesis tenía a fines de 2023 un total de 28 349 fieles bautizados.
| Año                                                                             | Población            | Población | Población      | Sacerdotes | Sacerdotes    | Sacerdotes    | Bautizados por sacerdote | Diáconos permanentes | Religiosos | Religiosos | Parroquias |
| Año                                                                             | Bautizados católicos | Total     | % de católicos | Total      | Clero secular | Clero regular | Bautizados por sacerdote | Diáconos permanentes | Varones    | Mujeres    | Parroquias |
| ------------------------------------------------------------------------------- | -------------------- | --------- | -------------- | ---------- | ------------- | ------------- | ------------------------ | -------------------- | ---------- | ---------- | ---------- |
| 1950                                                                            | 14 316               | 96 393    | 14.9           | 31         | 31            |               | 461                      |                      |            | 73         | 18         |
| 1966                                                                            | 22 747               | 130 000   | 17.5           | 46         | 40            | 6             | 494                      |                      | 13         | 89         | 28         |
| 1970                                                                            | 27 523               | 149 998   | 18.3           | 37         | 33            | 4             | 743                      |                      | 11         | 90         | 28         |
| 1980                                                                            | 30 102               | 179 000   | 16.8           | 41         | 32            | 9             | 734                      |                      | 13         | 66         | 23         |
| 1990                                                                            | 38 400               | 179 000   | 21.5           | 44         | 31            | 13            | 872                      |                      | 17         | 55         | 26         |
| 1999                                                                            | 29 859               | 175 468   | 17.0           | 41         | 31            | 10            | 728                      |                      | 14         | 27         | 23         |
| 2000                                                                            | 28 912               | 167 337   | 17.3           | 38         | 29            | 9             | 760                      |                      | 12         | 27         | 23         |
| 2001                                                                            | 28 912               | 167 337   | 17.3           | 36         | 27            | 9             | 803                      |                      | 11         | 20         | 23         |
| 2002                                                                            | 28 912               | 168 337   | 17.2           | 37         | 27            | 10            | 781                      |                      | 13         | 22         | 23         |
| 2003                                                                            | 28 653               | 166 713   | 17.2           | 37         | 28            | 9             | 774                      |                      | 11         | 24         | 23         |
| 2004                                                                            | 28 653               | 166 713   | 17.2           | 35         | 27            | 8             | 818                      |                      | 10         | 26         | 23         |
| 2013                                                                            | 32 400               | 187 600   | 17.3           | 28         | 28            |               | 1157                     | 1                    |            | 20         | 18         |
| 2016                                                                            | 28 487               | 172 209   | 16.5           | 27         | 28            | 1             | 1017                     | 1                    | 1          | 17         | 16         |
| 2019                                                                            | 27 069               | 166 871   | 16.2           | 27         | 25            | 2             | 1002                     | 1                    | 3          | 14         | 16         |
| 2021                                                                            | 27 885               | 171 670   | 16.2           | 22         | 22            |               | 1267                     | 2                    |            | 12         | 14         |
| 2023                                                                            | 28 349               | 174 500   | 16.2           | 21         | 21            |               | 1349                     | 2                    |            | 14         | 14         |
| Fuente: Catholic-Hierarchy, que a su vez toma los datos del Anuario Pontificio. |                      |           |                |            |               |               |                          |                      |            |            |            |

## Episcopologio
- John O'Reilly † (13 de mayo de 1887-5 de enero de 1895 nombrado arzobispo de Adelaida)
- James Maher † (10 de enero de 1896-20 de diciembre de 1905 falleció)
- John Henry Norton † (18 de agosto de 1906-22 de marzo de 1923 falleció)
- Andrew Killian † (26 de febrero de 1924-11 de julio de 1933 nombrado arzobispo coadjutor de Adelaida[nota 1])
- Norman Gilroy † (10 de diciembre de 1934-1 de julio de 1937 nombrado arzobispo coadjutor de Sídney[nota 2])
- Thomas Absolem McCabe † (13 de diciembre de 1938-15 de noviembre de 1951 nombrado obispo de Wollongong)
- Bryan Gallagher † (13 de marzo de 1952-11 de agosto de 1980 renunció)
- Francis Peter de Campo † (11 de agosto de 1980 por sucesión-23 de abril de 1998 falleció)
- Daniel Eugene Hurley (27 de noviembre de 1998-3 de julio de 2007 nombrado obispo de Darwin)
- Gregory O'Kelly, S.I. (15 de abril de 2009-1 de agosto de 2020 retirado)
- Karol Kulczycki, S.D.S., desde el 1 de agosto de 2020